# Jason Gailes
Jason B. Gailes (født 28. marts 1970 i Dighton, Massachusetts, USA) er en amerikansk tidligere roer.
Gailes vandt sølv ved OL 1996 i Atlanta, som del af den amerikanske dobbeltfirer. Bådens øvrige besætning var Tim Young, Brian Jamieson og Eric Mueller. Amerikanerne blev i finalen besejret af Tyskland, mens Australien tog bronzemedaljerne.

## OL-medaljer
- 1996:  Sølv i dobbeltfirer